# Lundager Holding
 Der er for få eller ingen kildehenvisninger i denne artikel, hvilket er et problem. Du kan hjælpe ved at angive troværdige kilder til de påstande, som fremføres i artiklen.
Lundager Holding ApS er en dansk producent af 300 forskellige slags eksotiske planter, der markedsføres under mærket Lundager. Virksomheden er lokaliseret Bellinge syd for Odense. I 2023 havde de 140 ansatte. Deres væksthusgartneri er på 60.000 m2, hvor de årligt producerer 16 mio. planter, hvoraf 80 % af produktionen eksporteres. Lundager Gartneri blev etableret i 1985 og ejes af Ove Lundager.